# Istoria Islamului în sudul Italiei

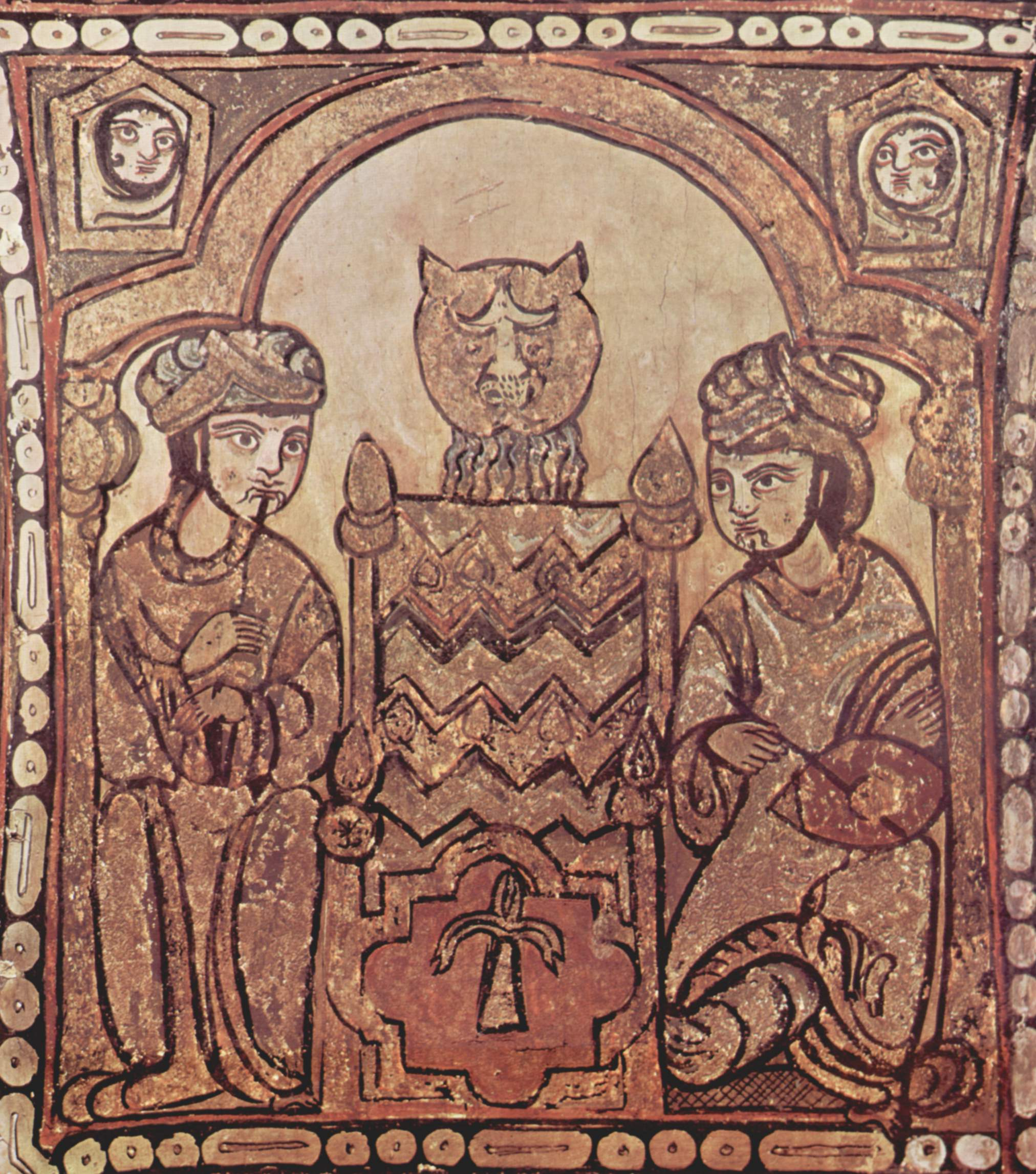
Pictură arabă realizată pentru regele normand în jurul anului 1150 în Palazzo dei Normanni din Palermo

Istoria Islamului în sudul Italiei își are începuturile în cadrul general al cuceririlor musulmane, continuată cu dominația musulmană asupra insulei Sicilia și a Maltei, proces care a fost inițiat din secolul al IX-lea. Stăpânirea musulmană asupra Siciliei a devenit efectivă din anul 902 (când ultimul avanpost bizantin major din insulă, Taormina, a capitulat), domnia completă asupra insulei, sub forma Emiratului de Sicilia, durând între 965 și 1061. Sicilia a reprezentat pivotul stăpânirii islamice în Italia, însă stăpâniri temporare s-au înregistrat și în Italia continentală. Cea mai mare parte din Apulia a fost cucerită, iar invazii musulmane periodice și devastatoare au continuat să aibă loc ajungând înspre nord până la Roma sau în Piemont. Cuceririle musulmane nu trebuie privite ca parte strictă a unui război total între musulmani și creștini, ci mai degrabă ca o luptă pe scară mai largă pentru putere în Italia și Europa, în care Bizanțul se afla în competiție cu creștinii franci, longobarzi și apoi normanzi pentru deținerea controlului în regiune. De altfel, sarazinii erau adeseori chemați ca aliați în luptele dintre diferitele facțiuni creștine din Italia.
Până în anul 1091, musulmanii au fost alungați complet, ca urmare a invaziei normande în sudul Italiei și în Sicilia. Acest eveniment a marcat capitolul final al acestei perioade. Cucerirea normandă a instaurat cu fermitate creștinismul romano-catolic în regiune, după ce creștinismul ortodox predominase în perioada stăpânirii bizantine și chiar în cea a dominației musulmane. A urmat convertirea pe scară largă, fapt care, dublat de re-latinizarea locuitorilor, a condus la dispariția Islamului din Sicilia către anii '80 ai secolului al XIII-lea. O ultimă încercare musulmană de cucerire în Italia a fost cea a turcilor otomani, care au reușit în 1480 să își stabilească un avanpost la Otranto, însă acesta nu a rezistat decât un an de zile.

## Primele atacuri musulmane asupra Siciliei (652–827)
Parte a Imperiului Roman de Răsărit, Sicilia a avut de suportat primele atacuri ale vaselor musulmane începând cu anul 652. Este vorba de arabi trimiși direct de către califul din Siria, Muawiyah I, și aflați sub conducerea lui Muawia bin Hudeij, și care au rămas pe insulă vreme de câțiva ani. Exarhul de Ravenna Olympius, a apărut cu trupele sale în pentru a-i respinge pe invadatori, însă a eșuat în încercarea sa. Puțin după aceea, sarazinii s-au întors în Siria după ce au strâns o pradă suficientă.
O a doua expediție arabă împotriva Siciliei a avut loc în 669. De această dată, este vorba de o forță de invazie consistentă, trimisă cu 200 de vase, care, pornind din Alexandria, a atacat Sicilia. Invadatorii au prădat Siracusa și au revenit în Egipt după ce au jefuit insula vreme de o lună de zile. După cucerirea arabă a Africii de Nord (desăvârșită în jurul anului 700), insula Pantelleria a fost capturată de către arabi și doar neînțelegerile apărute între atacatori au făcut ca invadarea Siciliei să nu aibă încă loc. Atacuri a diverse flote musulmane asupra Siciliei s-au repetat în anii 703, 728, 729, 730, 731, 733 și 734, dintre care cel puțin ultimele două confruntându-se cu o substanțială rezistență bizantină.
Prima expediție cu adevărat de cucerire a Siciliei a fost lansată în 740. În acel an, principele musulman Habib, care participase la atacul din 728, a reușit să captureze Siracusa. Tocmai când se pregăteau să cucerească întreaga insulă, arabii au fost nevoiți să revină în Tunisia din cauza unei răscoale a berberilor. Un nou atac, declanșat în 752 nu a reușit decât să conducă la jefuirea aceluiași oraș.
În 805, patriciul imperial pentru Sicilia, Constantin, a încheiat un armistițiu pe zece ani cu Ibrahim I ibn al-Aghlab, emirul din Ifriqiya, însă acest acord nu a putut împiedica atacarea de către flote musulmane din alte părți ale Africii și din Spania a Sardiniei și Corsicii între 806 și 821. În 812, fiul lui Ibrahim, Abdullah I ibn Ibrahim, înainte ca armistițiul să expire, a trimis o puternică forță de invazie a Siciliei. Vasele sale au fost mai întâi hărțuite de către flotele trimise din Gaeta și din Amalfi, iar apoi distruse în cea mai mare parte de către o furtună. Totuși, sarazinii au reușit că cucerească insula Lampedusa și să provoace ravagii în Ponza și Ischia, în Marea Tireniană. O înțelegere ulterioară încheiată între patriciul bizantin Grigore și emirul de Ifriqiya stabilea comerțul liber între sudul Italiei și Africa de nord. După un nou atac întreprins în 819 de către by Mohammed ibn-Adballad, vărul emirului Ziyadat Allah I, sursele nu mai menționează niciun atac musulman în Sicilia până la 827.

## Sicilia

### Cucerirea Siciliei (827–902)

#### Eufemius și Asad
Cucerirea musulmană a Siciliei și a unor părți din sudul Italiei a durat 75 de ani. Potrivit unor surse, cucerirea a avut loc la inițiativa lui Eufemius din Messina, un comandant bizantin care se temea de pedeapsa împăratului Mihail al II-lea Amorianul. După cucerirea temporară a Siracusei, Eufemius a fost proclamat împărat, însă a fost constrâns de forțele bizantine legaliste să fugă, drept pentru care s-a refugiat în Africa, la curtea emirului Ziyadat Allah I, căruia i-a propus cucerirea insulei. Emirul a fost de acord să ocupe Sicilia, cu promisiunea de a-l menține pe Eufemius la conducere, în schimbul plății unui tribut anual, și a încredințat conducerea armatei de ocupație lui Asad ibn al-Furat. Forța musulmană număra 10.000 de infanteriști, 700 de călăreți și 100 de vase, la care se adăuga flota lui Eufemius li, după debarcarea de la Mazara del Vallo, mai mulțti cavaleri. Prima bătălie cu trupele bizantine legaliste s-a dar în 15 iulie 827, în apropiere de Mazara, și s-a încheiat cu victoria aghlabizilor.
Asad a cucerit în continuare malul sudic al insulei și a supus Siracusa asediului. După un an de asediu (827-828) și o încercare de a provoca o răscoală în rândul localnicilor, trupele lui Asad au fost capabile să înfrângă o puternică armată bizantină trimisă de la Palermo și totodată să respingă o flotă venețiană comandată de dogele Giustiniano Partecipazio. Însă atunci când o epidemie de ciumă a ucis o bună parte din trupele musulmane, inclusiv pe Asad însuși, sarazinii s-au retras în castelul de la Mineo. În continuare, musulmanii au revenit în ofensivă, dar au eșuat în tentativa de a cuceri Castrogiovanni (actuala Enna, unde a murit Eufemius) și s-au retras înapoi la Mazara.
În 830, ei au primit consistente întăriri constând din 30.000 de oameni din Africa de nord și din Andalusia. Musulmanii veniți din Peninsula Iberică l-au înfrânt pe conducătorul bizantin Teodotus în iulie–august ale acelui an, însă o nouă epidemie i-a silit să se retragă la Mazara, iar apoi în Africa. În paralel însă, unitățile berberilor din Africa trimise să captureze Palermo au reușit să îl cucerească în septembrie 831. Palermo a devenit capitala musulmană a Siciliei, sub numele de al-Madinah ("Orașul").

#### Abu Fihr Muhammad ibn Abd-Allah
În februarie 832, emirul Ziyadat Allah I l-a trimis pe vărul său Abu Fihr Muhammad ibn Abd-Allah în insulă, numindu-l wāli de Sicilia. Bizantinii au fost înfrânți la începutul anului 834 și în anul următor sarazinii au înaintat până la Taormina. Războiul a evoluat lent vreme de câțiva ani, cu minore victorii ale aghlabizilor, în vreme ce bizantinii rezistau în fortărețele lor din Castrogiovanni și Cefalù. Noi trupe sarazine au fost trimise în Sicilia de către noul emir, Abu Iqal și au ocupat Platani, Caltabellotta, Corleone, Marineo și Geraci, asigurând musulmanilor controlul total asupra părții apusene a Siciliei.
În 836, vase musulmane l-au sprijinit pe ducele Andrei al II-lea de Neapole, la solicitarea acestuia, pe c\nd era asediat de trupele ducatului de Benevento, și cu ajutor napolitan a fost cucerită și Messina în 842. În 845, a fost ocupată și Modica, iar bizantinii au suferit o înfrângere categorică în apropiere de Butera, pierzând circa 10.000 de oameni. Lentini a capitulat în 846, soartă pe care a avut-o și Ragusa în 848.

#### Abbas ibn Fadhl
În 851 a murit, guvernatorul și generalul Al-Aghlab Abu Ibrahim, a cărui domnie a fost bine apreciată de către supușii săi din Palermo, în special prin comparație cu lipsurile suferite sub stăpânirea bizantină. El a fost succedat de Abbas ibn Fadhl, ferocele învingător de la Butera. Acesta a pornit o serie de campanii de pradă împotriva teritoriilor aflate încă sub bizantini, capturând Butera, Gagliano, Cefalù și, mai presus de toate, Castrogiovanni (în iarna lui 859). Toți supraviețuitorii creștini ai fortăreței au fost executați, iar copiii și femeile au fost vânduți ca sclavi în Palermo. Căderea celei mai importante fortărețe siciliene l-a convins pe împăratul de la Constantinopol, Vasile I Macedoneanul să trimită în 859-860 să trimită o puternică armată, însă aceasta, ca și flota care o transporta, a fost înfrântă de către Abbas. Întăririle bizantine au făcut ca multe dintre orașele supuse musulmanilor să se revolte, Abbas fiind astfel ocupat în anii 860-861 cu reprimarea lor. Abbas a murit în 861, fiind înlocuit cu unchiul său, Ahmed ibn Yaqub, iar din februarie 862, de Abdallah, fiul lui Abbas; la rândul său, Abdallah a fost și el înlocuit de către aghlabizi cu Khafagia ibn Sofian, care a capturat Noto, Scicli și Troina.

#### Jafar ibn Muhammad
În vara lui 868, bizantinii au fost pentru prima dată înfrânți în apropiere de Siracusa. Luptele au fost reluate la începutul verii lui 877 de către noul emir, Jafar ibn Muhammad al-Tamini, care a trecut la asedierea Siracusei. Orașul a capitulat în cele din urmă, la 21 mai 878. Bizantinii mai mențineau controlul doar asupra unei mici fâșii de coastă din jurul Taorminei, în vreme ce flota musulmană ataca nestingherită Grecia și Malta.
Flota musulmană a făst până la urmă distrusă într-o bătălie navală din 880. Pentru o vreme, se părea că bizantinii sunt pe punctul de a recupera Sicilia, însă noi victorii pe uscat ale sarazinilor restabiliti situația. De asemenea, o răscoală din Palermo împotriva guvernatorului Seuàda ibn Muhammad a fost reprimată în 887.
Moartea împăratului Vasile I Macedoneanul în 886 i-a încurajat o dată în plus pe musulmani sa își extindă aria atacurilor, ei asaltând Calabria, unde armata imperială bizantină a fost înfrântă în vara lui 888. Cu toate acestea, noi rpscoale interne au avut loc în 890, izvorâte în special ca urmare a ostilității dintre arabi și berberi. În 892, un emir a fost trimis la Palermo din Ifriqiya, de către aghlabidul Ibrahim al II-lea ibn Ahmad, însă a fost înlăturat doar câteva luni mai târziu. Conducătorul aghlabid nu a cedat și a trimis în Sicilia o altă puternică armată sub comanda fiului său Abdullah ibn Ibrahim, în anul 900. Sicilienii au fost înfrânți la Trapani (22 august) și în apropiere de Palermo (8 septembrie), care oraș a mai rezistat încă zece zile. Abdullah s-a îndreptat împotriva ultimelor fortărețe bizantine și în 10 iunie 901 a reușit să captureze Reggio Calabria, pe continent.
În condițiile în care Ibrahim al II-lea a fost nevoit să abdice în Tunis în favoarea lui Abdullah, el a decis să conducă personal operațiunile din sudul Italiei. Taormina, ultimul avanpost bizantin major din Sicilia, a capitulat la 1 august 902. Messina și alte orașe și-au deschis porțile pentru a evita masacre similare. Trupele lui Ibrahim a pornit în marș asupra sudului Calabriei, unde a pus asediu asupra orașului Cosenza. El a murit în 24 octombrie de dizenterie, iar campania începută a fost oprită, trupele revenind în Sicilia.

### Sicilia aghlabidă (827–909)
În acest moment, Sicilia trecuse aproape integral sub controlul dinastiei aghlabizilor, cu excepția câtorva întărituri minore aflate în interiorul insulei. Populația creștea rapid ca urmare a emigranților veniți din Africa, Asia și Spania, ca și a berberilor, care erau concentrați cu precădere în sudul Siciliei. Din Palermo, emirul de Sicilia numea guvernatori ai principalelor orașe (qadi), ca și pe ai celor mai mici(hakim). Fiecare oraș avea câte un consiliu numit gema, compus din cei mai de seamă membri ai locului respectiv, căruia i se încredința grija lucrărilor publice și a ordinii sociale. Populația cucerită din Sicilia era constituită în dhimmi sau se convertea la Islam.
Arabii au inițiat reforme funciare care au condus la creșterea productivității și au încurajat dezvoltarea micii proprietăți, fapt care și-a lăsat amprenta asupra dezvoltării ulterioare a Siciliei. Ei au continuat să dezvolte mai departe sistemul irigațiilor. Cu circa 300.000 de locuitori, Palermo a devenit în secolul al X-lea cel mai popula toraș din Italia. O descriere a orașului a fost lăsată de Ibn Hawqal, negustor din Bagdad care a vizitat Sicilia în 950.

### Sicilia fatimidă (909–965)
În anul 909, dinastia aghlabizilor din Africa a fost înlocuită de cea fatimizilor șiiți. Patru ani mai târzui, guvernatorul fatimid a fost alungat din Parlermo, iar Sicilia și-a declarat independența sub emirul Ahmed ibn-Kohrob. Prima faptă militară a acestuia a constituit-o un asediu asupra Taorminei, care fusese reconstruită de către creștini; el a reușit totuși un succes în 914, când o flotă siciliană sub conducerea fiului său Mohammed a distrus flota fatimidă trimisă să recupereze Sicilia. În anul următor, distrugerea unei alte flote trimise împotriva Calabriei, ca și neliniștea cauzată de reformele lui ibn-Kohrob au condus la o răscoală a berberilor. Aceștia l-au capturat și apoi l-au spânzurat pe emir, în numele califului fatimid al-Mahdi, în speranța că acesta din urmă le va acorda libertatea de a conduce Sicilia. În schimb, Al-Madhi a trimis o nouă armată care a devastat Palermo în 917. Insula a trecut sub conducerea unui emir numit de fatimizi, pentru următorii 20 de ani. Însă în 937, berberii din Agrigento s-au răsculat din nou, dar după două succese de răsunet, au fost înfrânți categoric la porțile Palermo. Noul calif fatimid, al-Qa'im a trimis o armată pentru a asedia Agrigento încă o dată, până când orașul a capitulat în 20 noiembrie 940. Răscoala a fost definitiv suprimată în 941, cu mulți prizonieri vânduți ca sclavi și cu mândria exprimată de guvernatorul Khalil de a fi ucis 600.000 de oameni în campaniile sale (cifră desigur exagerată).

### Emiratul independent al Siciliei (965–1091)

Sudul Italiei în jurul anului 1000.

După suprimarea în 948 unei alte răscoale suppressing another revolt in 948, califul fatimid Ismail al-Mansur l-a numit pe Hassan al-Kalbi ca emir de Sicilia. Dat fiind că sarcina acestuia a devenit ereditară, emiratul nou creat devenea de facto independent față de conducerea din Africa de nord. În 950, Hassan a lansat un nou război asupra bizantinilor aflați în sudul Italiei, ajungând până la Gerace și Cassano allo Ionio. În 952, o a doua campanie în Calabria s-a încheiat cu o nouă înfrângere a trupelor bizantine; Gerace a fost din nou asediat și în cele din urmă împăratul de la Constantinopol, Constantin al VII-lea a fost nevoit să accepte ca alte orașe calabreze să plătească tribut conducătorilor din Sicilia.
În 956, trupele bizantine au recuperat Reggio Calabria și au început o invazie asupra Siciliei. Un armistițiu a fost semnat în 960. Doi ani mai târziu, o rpscoală în Taormina a fost reprimată sângeros, însă eroica rezistență a creltinilor la Rametta l-a convins pe noul împărat Nicefor al II-lea Focas să trimită o armată de 40.000 de soldați originari din Armenia, Tracia și grupuri de slavi, sub comanda nepotului său Manuel, care a recucerit Messina în octombrie 964. În 25 octombrie, a avut loc o bătălie înverșunată între bizantini și kalbizi, care s-a încheiat cu înfrângerea arabilor. Cu toate acestea, Manuel a fost ucis în luptă, alături de 10.000 dintre oamenii săi.
Noul emir, Abu al-Qasim (964-982) a lansat o serie de atacuri asupra Calabriei în anii '70, în vreme ce flota condusă de fratele său asalta coastele Apuliei, capturând câteva fortărețe. Dat fiind că bizantinii era ocupați cu respingerea fatimizilor în Siria și a bulgarilor în Macedonia, împăratul german Otto al II-lea a decis să intervină, însă armata germano-longobardă a fost zdrobită în 982 în bătălia de la Stilo. Totuși, dat fiind că al-Qasim a căzut în luptă, fiul său Jabir al-Kalbi s-a retras cu prudență în Sicilia, fără să mai fructifice roadele victoriei.
Emiratul a atins apogeul său pe plan cultural sub emirii Jafar (983-985) și Yusuf al-Kalbi (990-998), ambii fiind patroni ai artelor. În schimb, fiul celui din urmă, Ja'far a fost un conducător crud și violent, care i-a exilat pe berberi din Sicilia după o nouă revoltă a acestora. În 1019, o altă răscoală a avut loc în Palermo și s-a încheiat cu succes, dat fiind că Ja'far a fost exilat în Africa și înlocuit cu fratele său, al-Akhal (1019–1037).

Sudul Italiei în 1084

Cu sprijinul fatimizilor, al-Akhal e reușit să respingă două noi expediții bizantine, desfășurate în 1026 și 1031. Încercarea emirului de a impune taxe ridicate pentru a putea plăti mercenari a condus la declanșarea unui război civil. Al-Akhal a cerut sprijin chiar din partea bizantinilor, în vreme ce fratele său abu-Hafs, conducătorul răsculaților, a primit trupe de la emirul zirizilor din Ifriqiya, al-Muizz ibn Badis.

### Declinul (1037–1061) și cucerirea normandă a Siciliei (1061–1091)
În 1038, o puternică armată bizantină sub comanda generalului Maniakes a traversat strâmtoarea Messina. Aceasta includea corpuri de longobarzi și de normanzi care a respins contraatacurile musulmanilor din Messina. După o altă victorie categorică în vara lui 1040, Maniakes s-a oprit din marș pentru a începe asedierea Siracusei. Însă, după cucerirea acesteia, generalul bizantin a fost eliberat din funcție, iar contraofensiva musulmană care a urmat a condus la recuperarea tuturor orașelor capturate de bizantini.
Sicilia a fost invadată de o nouă putere a regiunii în 1060, anume de către normanzii conduși de Robert Guiscard, fiul lui Tancred de Hauteville. În acel moment, insula era divizată între trei emiri arabi, iar majoritatea populației creștine s-a ridicat împotriva musulmanilor. Messina a căzut un an mai târziu, iar în 1072 Palermo era și el capturat de normanzi. Pierderea orașelor, fiecare dintre ele beneficiind de câte un splendid port, a însemnat o mare lovitură pentru puterea musulmană din insulă. În cele din urmp, întreaga Sicilie a fost cucerită de noii veniți. În 1091, ultima fortăreață arabă majoră, Noto, din extremitatea sudică a Siciliei, a fost preluată de creștini, odată cu insula Malta.
Mai multe măsuri anti-musulmane au fost adoptate de împăratul Frederic al II-lea de Hohenstaufen, pentru a face pe plac papilor, care nu puteau tolera comunități islamice în inima Creștinătății.. Rezultatul a fost o răscoală a musulmanilor sicilieni, care au organizat grupuri de rezistență însă acest lucru nu a putut persista, marcând capitolul final al stăpânirii islamice în Sicilia. Anihilarea sarazinilor din Sicilia s-a încheiat către anii '40 ai secolului al XIII-lea, când au avut loc ultimele deportări de la Lucera.

## Italia de sud
Apariția sarazinilor în sudul Italiei a avut ca stimulent și cazurile anumitor duci și principi regionali care au solicitat sprijinul mercenarilor musulmani pentru rezolvarea unor dispute interne. Primii care au recurs la acest sprijin au fost ducele Andrei al II-lea de Neapole și principele Sicard de Benevento în 836 și 837, apoi principele Radelchis I de Benevento și principele Siconulf de Salerno în 841.

### Taranto
Încă din secolul al VIII-lea, berberii musulmani din Africa de nord au început să efectueze raiduri asupra Taranto și a sudului Italiei în general, amenințarea sarazinilor menținându-se constantă până în secolul al XI-lea.
Pentru Italia sudică, primii ani ai secolului al IX-lea au fost caracterizați de luptele interne care au slăbit puterea statelor longobarde. În 840, sarazinii au profitat de acest lucru, preluând controlul asupra orașului Taranto. Acesta a devenit o fortăreață și un port arab privilegiat pentru 40 de ani. Din acest punct, vase încărcate cu prizonieri porneau către porturile arabe, în care prizonierii erau vânduți în târgurile de sclavi. Tot în 840, o flotă arabă a ieșit din Taranto, a înfrânt în golful Taranto o flotă venețiană de 60 de vase chemată în ajutor de împăratul Teofil, după care a pătruns în Marea Adriatică, jefuind orașele de coastă.
În 850, patru coloane de vase ale sarazinilor au pornit din Taranto și Bari pentru a devasta Campania, Apulia, Calabria și Abruzzi. În 854, Taranto a fost din nou baza unor raiduri ale arabilor, conduse de Abbas-ibn-Faid, care a prădat provincia longobardă Salerno. Două flote arabe au sosit la Taranto, în 871 și apoi în 875, aducând trupele care prădaseră Campania și Apulia. Situația din sudul Italiei l-a îngrijorat pe împăratul bizantin Vasile I Macedoneanul, care a decis să îi respingă pe arabi și a izbutit în tentativa de a recupera portul orașului Taranto de la aceștia.
În 880, două armate bizantine, conduse de generalii Procopius și Leon Apostyppes, alături de o flotă comandată de amiralul Nasar, au cucerit definitiv Taranto de la arabi, punând capăt unei perioade de 40 de ani de dominație musulmană. Printre primele măsuri luate de guvernatorul bizantin Apostyppes a fost luarea în sclavie și deportarea locuitorilor care, inițial fiind longobarzi, se convertiseră la Islam, în paralel cu implantarea de coloni greci, în scopul creșterii populației. Taranto a devenit unul dintre cele mai importante orașe din Thema Longobardia. În 882, chemați în ajutor de ducele Radelchis I de Benevento, l-au capturat și deținut pentru o vreme.

### Emiratul de Bari(847–871)

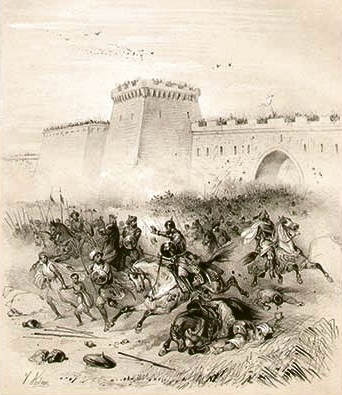
Capturarea oraşului Bari de către trupele creştine în 871.

Orașul port Bari, situat în regiunea Apulia, a fost capturat de către sarazini în 847, rămânând sub controlul acestora pentru următorii 25 de ani. El a devenit capitala unui mic stat islamic independent, cu un emir și moschee proprii. Primul conducător al emiratului de Bari a fost Khalfun, un conducător berber venit probabil din Sicilia. După moartea sa în 852, el a fost succedat de Mufarrag ibn Sallam, care a întărit cucerirea msuulmană și a extins frontierele emiratului. El a mai solicitat recunoașterea oficială din partea califului de la Bagdad al-Mutawakkil și a guvernatorului Egiptului ca wāli (însemnând prefect care guvernează o provincie a Imperiului Abbasid). Cel de al treilea și totodată ultimul emir de Bari a fost, care a preluat puterea în jurul anului 857, după asasinarea lui Mufarraq. Sawdan a invadat pământurile ducatului longobard de Benevento silindu-l pe ducele Adelchis să plătească tribut. În 864, el a obținut învestitura oficială solicitată anterior de Mufarrag. Orașul Bari a fost înzestrat cu o moschee, palate și edificii publice.

### Basilicata
Sarazinii au efectuat raiduri silind populația să se deplaseze dinspre câmpii și regiunile de coastă către interior și zone mai bine protejate de pe dealuri. Orașele Tricarico și Tursi s-au aflat pentru o vreme sub controlul musulman.
În 968, Basilicata a fost recucerită de către bizantini, care au instituit thema Lucania, cu sediul la Tursikon (Tursi).

### LazioșiCampania
Pe tot parcursul secolului al IX-lea, vasele arabe dominau Marea Tireniană. Pirații arabi prădau coastele italiene lansând asalturi asupra orașelor Amalfi, Gaeta, Napoli și Salerno. Statele creștine din Campania nu erau încă pregătite pentru a se alia împotriva noii amenințări "păgâne". Amalfi și Gaeta se temeau deopotrivă de sarazini și de ducatul de Neapole, spre disperarea papalității. În fapt, Neapole a fost primul care a îmrpumutat primul trupe sarazine, atunci când ducele Andrei al II-lea i-a angajat ca mercenari pentru a continua războiul contra lui Sicard, principele de Benevento, în 836. După ce Sicard a angajat la rândul său mercenari musulmani, obiceiul s-a încetățenit.
În 846 sarazinii au prădat chiar Roma, distrugând numeroase bazilici, inclusiv Bazilica San Pietro, pentru a le jefui.
În bătălia de la Ostia din 849, o flotă comună compusă din vase papale, napolitane, amalfitane și din Gaeta a reușit pentru moment să stăvilească atacurile sarazine.
Atacurile musulmane au fost reluate către finele secolului al IX-lea. În anul 897 Abația Farfa a fost prădată de către sarazini, care au folosit-o drept cazarmă până când a fost distrusă accidental de un incendiu în 898. Abatele Petru de Farfa a reușit să organizeze la timp evacuarea comunității și să salveze totodată biblioteca și arhivele.
De asemenea, tabăra sarazină de la Minturno (în Lazio), pe râul Garigliano a devenit un adevărat ghimpe în inima papalității, de unde porneau multe expediții împotriva creștinilor din regiune. În anul 915 papa Ioan al X-lea a fost inițiatorul unei vaste alianțe a statelor din sudul Italiei, inclusiv Ducatul de Gaeta și Ducatul de Neapole, principii longobarzi și bizantinii, cu toate că amalfitanii au stat deoparte. Bătălia care a urmat a fost un succes pentru liga creștină, iar prezența sarazinilor a fost definitiv alungată din Lazio și Campania; totuși, raidurile vor continua vreme de încă un secol. Un exemplu îl constituie o nouă infiltrare arabă în Calabria în 982, soldată cu victoria din bătălia de la Stilo (de lângă Crotone) asupra unei puternice armate creștine, conduse de către însuși împăratul Otto al II-lea.

### Epilog
Pericolul musulman a încetat abia cu apariția normanzilor în regiune. Dacă Emiratul de Bari nu a avut decât o existență meteorică, ca și alte puncte deținute la un moment sau altul de sarazini în sudul Italiei, Sicilia a constituit o regiune ferm ocupată de către musulmani și a fost nevoie de intervenția acestui nou factor politic pentru ca dominația sarazinilor să fie treptat eliminată.
Emiratul de Sicilia a început să se fragmenteze pe măsură ce disputele interdinastice se înmulțeau. Începând din secolul al XI-lea, statele din sudul Italiei continentale angajau mercenari normanzi, care erau descendenți creștini ai vikingilor; normanzii au fost cei care, sub Roger I (Roger Bosso), au cucerit Sicilia de la musulmani. Normandul Robert Guiscard, fiul lui Tancred de Hauteville, a invadat Sicilia în 1060. Insula era pe atunci divizată între trei emiri arabi, iar numeroasa populație creștină s-a răsculat împotriva stăpânirii musulmanilor. După ce a ocupat Apulia și Calabria, Roger I a ocupat Messina cu o armată de 700 de cavaleri. În 1068, ei au înfrânt o armată musulmană la Misilmeri, însă confruntarea crucială s-a dat în cadrul asedierii Palermo, care a condus la controlul complet al normanzilor asupra insulei din 1091. După cucerirea Siciliei, normanzii l-au înlăturat pe emirul Yusuf Ibn Abdallah de la putere, însă au făcut aceasta cu respectarea obiceiurilor arabe.
Pierderea principalelor orașe, fiecare având câte un port bine dotat, a constituit o mare lovitură pentru puterea musulmană în Sicilia. Orașul Qas'r Ianni (actuala Enna) încă era guvernat de către emirul său, Ibn Al-Hawas, care a reușit să îl păstreze încă un număr de ani. Succesorul său, Ibn Hamud s-a predat și s-a convertit la creștinism abia în 1087. După convertire, Ibn Hamud a intrat în rândul nobilimii creștine și s-a retras cu familia la o moșie din Calabria pe care Roger I i-a pus-o la dispoziție. În 1091, Butera și Noto din extremitatea sudică a Siciliei, ca și insula Malta, ultimele fortărețe arabe, s-au predat creștinilor relativ repede.

## Tentative musulmane târzii de invadare a Italiei de sud

### Atacarea Otranto
În 1480, o flotă a turcilor otomani, trimisă de sultanul Mahomed al II-lea, a atacat Otranto, debarcând în apropierea orașului și capturându-l odată cu fortul său. Papa Sixt al IV-lea a chemat la cruciadă și o masivă forță armată a creștinilor a fost constituită sub conducerea regelui Ferdinand I de Neapole, incluzând și un număr notabil de cavaleri trimiși de regele Matias Corvin al Ungariei, care, în fața pericolului otoman, a făcut abstracție pentru o vreme de disputele sale din Italia. Forța creștină astfel constituită s-a întâlnit cu turcii în 1481, reușind să îi anihileze și să recucerească Otranto.
În 1537, celebrul corsar și amiral otoman Barbarossa a efectuat o nouă încercare de a cuceri Otranto odată cu fortăreața de la Castro, însă turcii au fost de la bun început respinși din fața orașului.